# Матвійчук Віталій Андрійович
Віта́лій Андрі́йович Матвійчу́к — український військовик, прапорщик Збройних сил України, учасник війни на сході України.

## З життєпису
Технік групи авіаційного озброєння військової частини В-5082, Самбір. Станом на березень 2017 року з дружиною та двома синами проживає в Новому Калинові.

## Нагороди
За особисту мужність і героїзм, виявлені у захисті державного суверенітету та територіальної цілісності України, вірність військовій присязі під час російсько-української війни
- нагороджений орденом «За мужність» III ступеня (9.4.2015).